# Cesare Andrea Bixio
Cesare Andrea Bixio (Napoli, 11 ottobre 1896 – Roma, 5 marzo 1978) è stato un compositore italiano di musica napoletana e leggera, autore di colonne sonore per il teatro, il cinema, la radio e la televisione.
Ha composto, a partire dal 1909, più di 500 canzoni e 150 colonne sonore.
Tra i suoi più importanti successi vanno annoverati:
Solo per te Lucia, Parlami d'amore Mariù, Portami tante rose, Violino tzigano, Il tango delle capinere, Vivere, Mamma, Tre rundinelle, Canta se la vuoi cantar, Buon anno buona fortuna, Il valzer dell'organino, Lasciami cantare una canzone, La strada nel bosco.

## Gli inizi della carriera
Il padre, Carlo Bixio, era un ingegnere genovese, mentre la madre, Anna Vilone, era napoletana. Cesare Andrea era pronipote del generale Nino Bixio. Dopo la morte del padre nel 1903, fu indirizzato dalla madre agli studi scientifici, per poter intraprendere la strada degli studi ingegneristici. Bixio mostrò un precoce talento musicale. Suonatore di pianoforte autodidatta, a tredici anni compose Suonno ‘e fantasia. Dopo aver composto il suo primo brano, fece conoscenza con Mimì Maggio, cantante molto apprezzato nella borghesia napoletana degli anni dieci del XX secolo.
Per Maggio, Bixio scrisse Canta Maggio, canzone che venne inserita nello spettacolo che l'artista teneva alla Sala Iride in piazza della Ferrovia a Napoli. Con questa canzone, Bixio guadagnò sei lire, il suo primo compenso, e poté conoscere altri personaggi della scena musicale napoletana come Elvira Donnarumma, Pasquariello, Gino Franzi, Ernesto De Curtis, Eduardo Di Capua, Enrico Canino, Salvatore Gambardella. Entrò in contatto anche con alcuni poeti, tra cui Salvatore Di Giacomo, Libero Bovio, Ernesto Murolo e Rocco Galdieri.
A partire dal 1916 Bixio si iscrisse alla Società Italiana Autori ed Editori: compose Bambina, canzone poi lanciata da Gino Franzi e Luciano Molinari, ottenendo buon successo. Bixio intanto aprì un'attività editoriale, fondando a Napoli nel 1920 la Casa editrice C.A. Bixio, che nel 1923 trasferì a Milano, dapprima in corso Vittorio Emanuele, 8, ed in seguito in una prestigiosa sede in Galleria del Corso, 2. Dopo la seconda guerra mondiale, venne inaugurata anche una sede a Roma. Tra i suoi maggiori successi sono da ricordare: Vivere, Miniera, Violino tzigano, di cui fu l'autore insieme a Bixio Cherubini. Ebbe tre figli Carlo, Andrea e Franco. Il figlio Carlo Andrea Bixio è stato un ideatore e produttore.

## Il successo internazionale
Il merito di Bixio fu quello di saper proporre un repertorio in italiano a cantanti di musica leggera e canzonette che si basavano fino ad allora principalmente su composizioni francesi o su musiche tradizionali dialettali. Nel 1918 compose La chiamavano Cosetta, e nel 1921 Filava Filava, da lui stesso interpretata al Teatro La Fenice di Napoli. In questo teatro conobbe il cantante Gabrè (pseudonimo dell'avvocato Aurelio Cimato); quest'ultimo, dopo essere stato scritturato dal Teatro Apollo di Milano, chiese a Bixio di comporre un brano per lui. Bixio scrisse Femmina, Caterina, Danza come sai danzare tu, La chiamavano Bebè.
Il lavoro svolto per Gabrè ebbe grande risonanza: l'editore Carisch di Milano volle stipulare un contratto di distribuzione con la casa editrice di Bixio per la cifra, allora favolosa, di sessantaquattromila lire. Da Parigi, l'attrice Mistinguett si recò a Milano per chiedere a Bixio di scrivere le canzoni per Paris qui brille, la sua nuova rivista del 1931 in programma al Casino de Paris. Per il pubblico francese, Bixio dunque compose Nanou, Dans les bouges la nuit, Cette chanson si tendre, Miki e Prenez mes fleurettes, versione francese del famoso Il tango delle capinere, composto nel 1928 per Gabrè.
Importante fu, nella seconda metà degli anni venti, l'incontro con il paroliere, ma anch'esso compositore, Bixio Cherubini con il quale scrisse Tango delle capinere, La canzone dell'amore, Trotta cavallino, Violino tzigano, La mia canzone al vento e, soprattutto, Mamma, scrivendo quindi arie celeberrime per le canzoni dei divi canori del momento quali Carlo Buti, Luciano Tajoli, Silvana Fioresi, Oscar Carboni, Beniamino Gigli e Natalino Otto.
Le composizioni per il Casino de Paris ebbero grande successo, tanto che Bixio venne scritturato dalle Folies Bergère e da un'altra famosa "vedette" francese dell'epoca, Lys Gauty, per la quale trascrisse la celeberrima canzone Parlami d'amore Mariù che aveva composto per la voce di Vittorio De Sica nel film di Mario Camerini Gli uomini, che mascalzoni... (1932). Mariù, era il diminutivo di Mary, moglie di Bixio, e la canzone è dedicata a lei. Nella versione francese divenne Le chaland qui passe, che venne anche aggiunta in una versione del film L'Atalante (1934) del regista Jean Vigo; sull'onda di questi successi fondò a Parigi la filiale francese della sua casa editrice.

## L'attività di compositore per lo spettacolo
Nel 1930 Bixio compose la colonna sonora del primo film sonoro italiano: La canzone dell'amore, diretto da Gennaro Righelli per la Cines di Stefano Pittaluga ed interpretato da Dria Paola ed Elio Steiner; per questo film, Bixio scrisse anche la canzone-tema Solo per te Lucia, ottenendo un grande successo. Nel 1932 Bixio bissò il successo di Solo per te Lucia, scrivendo quella che è diventata la sua canzone più famosa, la celeberrima Parlami d'amore Mariù, destinata al film Gli uomini, che mascalzoni... di Mario Camerini ed interpretato da Vittorio De Sica e Lya Franca.
Tra le altre composizioni di Bixio per il cinema, possiamo citare
- Napole addio per Chi è senza peccato
- Così piange Pierrot per Solo Lucia
- Un'ora di felicità e Trotta Trotta Cavallino per Oggi sposi
- Violino Tzigano per Melodramma
- Vecchia Vienna per Teresa ConfalonieriWalter Chiari, Cesare Andrea Bixio e Vittorio De Sica

Walter Chiari, Cesare Andrea Bixio e Vittorio De Sica

- Portami tante rose e Come la luna per L'eredità dello zio buonanima
- Dammi un bacio e ti dico di sì per Non ti conosco più
- Re di denari per il film omonimo
- Vivere e Torna piccina per Vivere!
- Eravamo sette sorelle per il film omonimo
- Canta che ti passa per L'allegro cantante
- La mia canzone al vento per il film omonimo
- Mamma e Se vuoi goderti la vita per Mamma
- La strada nel bosco e Soli soli nella notte per Fuga a due voci
- L'isola d'amore e Basta soltanto un fiore per Il feroce Saladino
- Ai vostri ordini signora per il film omonimo
- Terra lontana per Il pirata sono io!
- Io non posso cantare alla luna per Senza una donna
- Dimmi tu primavera per Silenzio, si gira!
- Malinconica luna e Ricordati di me per Torna a Sorrento
- Chi fa da sé… e Al telefono con te per Pronto, chi parla?
- Ma perché si chiama bughi e Canta se la vuoi cantar per Abbasso la ricchezza!
- Come è bella la libertà e Venezia mia per Natale al campo 119
- La mazurca di Totò per Totò le Mokò

## Il teatro di rivista
Oltre al lavoro per il cinema, Bixio compose anche per numerose riviste, tra cui Allegro, Bionda in copertina, Burlesco, e per la commedia musicale Il principe azzurro di Sabatino Lopez. Quest'ultima venne messa in scena, nell'ottobre del 1957, nel Teatro delle Maschere di Milano, di proprietà dello stesso Bixio. Il lavoro teatrale gli valse due premi Maschera d'argento - Premio annuale della rivista, per le stagioni 1946-1947 e 1947-1948.

## Varietà radiofonici Rai
- Cane, Amore e Fantasia, radiocommedia di Ricci e Romano, regia di Nino Meloni, musiche di Cesare Andrea Bixio, trasmesso il 12 giugno 1955.

## I premi
Nel 1953 Bixio partecipò al Festival di Sanremo con Lasciami cantare una canzone, interpretata da Achille Togliani, arrivando terzo. L'anno successivo per il Festival di Napoli compose Tre Rondinelle, classificandosi secondo, e nel 1957 con Buon anno... buona fortuna vinse Canzonissima. In quegli anni vinse anche il "premio Rai 10 canzoni d'amore da salvare" (aprile-luglio 1952) e il "premio Rai 10 canzoni gaie da salvare" (aprile-luglio 1953), entrambi assegnati dagli ascoltatori dell'emittente radiotelevisiva nazionale. Il 2 settembre 1962 fu insignito del "premio Igea Musicale" ad Acqui Terme, mentre nel 1966 ricevette dalle mani del presidente della Repubblica Giuseppe Saragat il premio "50º anno di Autore" della Siae.
A questi si aggiungono il "premio autore Euterpe d'oro" (22 marzo 1969), il "premio simpatia Roma Campidoglio" (30 giugno 1975), il "premio EUR" 1976 del comune di Roma, il "premio SIAE per la ventennale attività svolta negli organi sociali" (10 marzo 1976), il "premio all'autore Targa d'oro" di Ischia (7 giugno 1976), il "premio Riccione spettacolo" 1976. Inoltre, si classificò primo alle manifestazioni "Non c'era una volta un festival" e al 7º Festival della canzone Italiana in Svizzera. Per tutta la vita fece parte della SIAE come membro della commissione sezione musica, come revisore dei conti al consiglio di amministrazione e come consigliere della fondazione della Cassa Previdenza.
Inoltre, fondò la SEDRIM (Società per l'Esercizio dei Diritti di Riproduzione Meccanica, un'altra associazione di categoria dei discografici), fu presidente dell'Associazione Nazionale Industrie Cinematografiche Audiovisive (ANICA). Fu fondatore e presidente anche dell'Associazione Italiana Editoriale Musica da film (ANIEM), parte dell'ANICA, e fu vicepresidente della Confederation International des Societes d'Auteurs et Compositeurs; fu membro del consiglio internazionale del Bureau International de l'Edition Mecanique (BIEM) e dell'Unione Editori Musica Italiana (UNEMI). 
Morì a Roma il 5 marzo 1978, all'età di 81 anni.

## Canzoni scritte da Cesare Andrea Bixio
| Anno | Titolo                       | Autori del testo      | Autori della musica | Interpreti ed incisioni                                                                             |
| ---- | ---------------------------- | --------------------- | ------------------- | --------------------------------------------------------------------------------------------------- |
| 1928 | Tango delle capinere         | Bixio Cherubini       | Cesare Andrea Bixio | Gabrè, Luciano Tajoli, Luciano Virgili                                                              |
| 1932 | Parlami d'amore Mariù        | Ennio Neri            | Cesare Andrea Bixio | Vittorio De Sica, Luciano Tajoli, Luciano Virgili, Carlo Buti, Ferruccio Tagliavini, Narciso Parigi |
| 1934 | Violino tzigano              | Bixio Cherubini       | Cesare Andrea Bixio | Carlo Buti, Elsa Merlini, Roberto Altamura, Luciano Virgili, Luciano Tajoli, Tiziana Rivale         |
| 1937 | Vivere                       | Cesare Andrea Bixio   | Cesare Andrea Bixio | Tito Schipa, Carlo Buti, Luciano Tajoli, Luciano Virgili, Narciso Parigi                            |
| 1937 | Torna piccina!               | Cesare Andrea Bixio   | Cesare Andrea Bixio | Tito Schipa, Luciano Virgili, Carlo Buti, Luciano Tajoli                                            |
| 1938 | Ninna-nanna della vita       | Bixio Cherubini       | Cesare Andrea Bixio | Beniamino Gigli, Carlo Buti                                                                         |
| 1938 | Eravamo sette sorelle        | Bixio Cherubini       | Cesare Andrea Bixio | Trio Lescano                                                                                        |
| 1940 | Mamma                        | Bixio Cherubini       | Cesare Andrea Bixio | Beniamino Gigli, Carlo Buti, Luciano Tajoli, Ferruccio Tagliavini                                   |
| 1941 | C'è un'orchestra sincopata   | Bixio Cherubini       | Cesare Andrea Bixio | Trio Lescano                                                                                        |
| 1941 | La famiglia canterina        | Bixio Cherubini       | Cesare Andrea Bixio | Ernesto Bonino e il Trio Lescano                                                                    |
| 1953 | Lasciami cantare una canzone | Michele Cozzoli       | Cesare Andrea Bixio | Achille Togliani, Teddy Reno, Luciano Virgili, Carlo Buti                                           |
| 1954 | Tre rundinelle               | Nisa = Nicola Salerno | Cesare Andrea Bixio | Gino Latilla, Franco Ricci, Luciano Tajoli                                                          |

## Colonne sonore
- La canzone dell'amore, regia di Gennaro Righelli (1930)
- Gli uomini, che mascalzoni..., regia di Mario Camerini (1932)
- Il caso Haller, regia di Alessandro Blasetti (1933)
- Il signore desidera?, regia di Gennaro Righelli (1933)
- L'impiegata di papà, regia di Alessandro Blasetti (1933)
- La canzone del sole, regia di Max Neufeld (1933)
- La signorina dell'autobus, regia di Nunzio Malasomma
- L'eredità dello zio buonanima, regia di Amleto Palermi
- Il serpente a sonagli, regia di Raffaello Matarazzo (1935)
- L'aria del continente, regia di Gennaro Righelli (1935)
- Porto, regia di Amleto Palermi (1935)
- La gondola delle chimere, regia di Augusto Genina (1936)
- Non ti conosco più, regia di Nunzio Malasomma (1936)
- Pensaci, Giacomino!, regia di Gennaro Righelli (1936)
- Felicita Colombo, regia di Mario Mattoli (1937)
- Gatta ci cova, regia di Gennaro Righelli (1937)
- L'uomo che sorride, regia di Mario Mattoli
- Lasciate ogni speranza, regia di Gennaro Righelli (1937)
- Vivere!, regia di Guido Brignone (1938)
- Mutterlied, regia di Carmine Gallone (1937)
- Ai vostri ordini, signora..., regia di Mario Mattoli (1938)
- L'amor mio non muore!, regia di Giuseppe Amato (1938)
- La casa del peccato, regia di Max Neufeld (1938)
- Chi è più felice di me?, regia di Guido Brignone (1938)
- Eravamo 7 sorelle, regia di Nunzio Malasomma (1938)
- Fuochi d'artificio, regia di Gennaro Righelli (1938)
- Hanno rapito un uomo, regia di Gennaro Righelli (1938)
- Il destino in tasca, regia di Gennaro Righelli (1938)
- L'allegro cantante, regia di Gennaro Righelli (1938)
- L'ultimo scugnizzo, regia di Gennaro Righelli (1938)
- Marionette, regia di Carmine Gallone (1938)
- Mia moglie si diverte, regia di Paul Verhoeven (1938) anche la versione tedesca, Unsere kleine Frau
- Solo per te, regia di Carmine Gallone (1938)
- Sono stato io!, regia di Raffaello Materazzo (1938)
- La voce senza volto, regia di Gennaro Righelli (1938)
- Assenza ingiustificata, regia di Max Neufeld (1939)
- Batticuore, regia di Mario Camerini (1939)
- Chi sei tu?, regia di Gino Valori (1939)
- I grandi magazzini, regia di Mario Camerini (1939)
- Il cavaliere di San Marco, regia di Gennaro Righelli (1939)
- Cantate con me!, regia di Guido Brignone (1940)
- Dopo divorzieremo, regia di Nunzio Malasomma (1940)
- Il pirata sono io!, regia di Mario Mattoli (1940)
- In campagna è caduta una stella, regia di Eduardo De Filippo (1940)
- Mamma, regia di Guido Brignone (1940)
- Non me lo dire!, regia di Mario mattoli (1940)
- San Giovanni decollato, regia di Amleto Palermo (1940)
- Una famiglia impossibile, regia di Carlo Ludovico Bragaglia (1940)
- Il vagabondo, regia di Carlo Borghesio (1941)
- Fuga a due voci, regia di Carlo Ludovico Bragaglia (1942)
- La bisbetica domata, regia di Ferdinando Maria Poggioli (1942)
- Silenzio, si gira!, regia di Carlo Campogalliani (1943)
- La storia di una capinera, regia di Gennaro Righelli (1943)
- Il fidanzato di mia moglie, regia di Carlo Ludovico Bragaglia (1943)
- La signora in nero, regia di Nunzio Malasomma (1943)
- La carne e l'anima di Vladimir Striževskij (1945)(anche canzone "Che m'importa")
- Il professor Trombone, regia di Mario Bonnard (1945)
- Pronto, chi parla?, regia Carlo Ludovico Bragaglia (1945)
- Torna a Sorrento, regia di Carlo Ludovico Bragaglia (1945)
- Se vuoi goder la vita..., regia di Riccardo Cassano (1945)
- Abbasso la ricchezza!, regia di Gennaro Righelli (1946)
- 11 uomini e un pallone, regia di Giorgio Simonelli (1948)
- Sambo, regia di Paolo William Tamburella (1950)
- Licenza premio, regia di Max Neufeld (1951)
- Serenata tragica, regia di Giuseppe Guarino (1951)
- I due derelitti, regia di Flavio Calzavara (1951)
- La canzone del cuore, regia di Carlo Campogalliani (1955)
- Rock 'n Roll, regia di Vittorio De Sisti (1978)